# Grisselklobben (Brändö, Åland)
Grisselklobben är ett skär i Åland (Finland). Det ligger i Skärgårdshavet och i kommunen Brändö i landskapet Åland, i den sydvästra delen av landet. Ön ligger omkring 67 kilometer nordöst om Mariehamn och omkring 230 kilometer väster om Helsingfors.
Öns area är 3 hektar och dess största längd är 340 meter i nord-sydlig riktning. Trakten är glest befolkad. Närmaste större samhälle är Brändö, 15,1 km sydost om Grisselklobben.